# Batalha de Little Bighorn
A batalha de Little Bighorn foi um combate ocorrido no dia 25 de junho de 1876,  ano do Centenário da Independência dos Estados Unidos, nas proximidades do Rio Little Bighorn (afluente do Bighorn, por sua vez um afluente do Yellowstone), no estado de Montana. Após o 7.º Regimento de Cavalaria do Exército dos Estados Unidos, do famoso General Custer, atacar uma coligação de Cheyennes e de Sioux, unidos sob a influência dos também famosos líderes indígenas Touro Sentado (Sitting Bull) e Cavalo Louco (Crazy Horse).
Tornou-se o mais famoso incidente nas Guerras indígenas nos Estados Unidos e foi uma vitória esmagadora dos Lakota, Cheyenne do Norte e Arapaho, comandados por vários líderes de guerra, incluindo Cavalo Louco e Chefe Gall, que  foram inspirados pelas visões de Touro Sentado (Tȟatȟáŋka Íyotake). A 7ª Cavalaria dos Estados Unidos, uma força de 700 homens, sofreu a grande derrota quando era comandada pelo Tenente-Coronel George Armstrong Custer (ex-general graduado durante a Guerra Civil Americana). Cinco das doze companhias da 7ª Cavalaria foram aniquiladas e Custer foi morto, assim como dois de seus irmãos, um sobrinho e um cunhado. A contagem total de vítimas é de 268 mortos e 55 gravemente feridos (seis morreram depois devido a seus ferimentos),:244 incluindo quatro batedores índios Crow e pelo menos dois batedores índios Arikara.
A resposta do público à Grande Guerra Sioux variou muito logo após a batalha. Libbie Custer, a viúva de Custer, logo trabalhou para recuperar a memória de seu marido e, durante as décadas seguintes, Custer e suas tropas passaram a ser considerados figuras icônicas, até heróicas, na história americana. A batalha, e as ações de Custer em particular, foram estudadas extensivamente por historiadores. O "Little Bighorn Battlefield National Monument" homenageia aqueles que lutaram em ambos os lados.

## Antecedentes

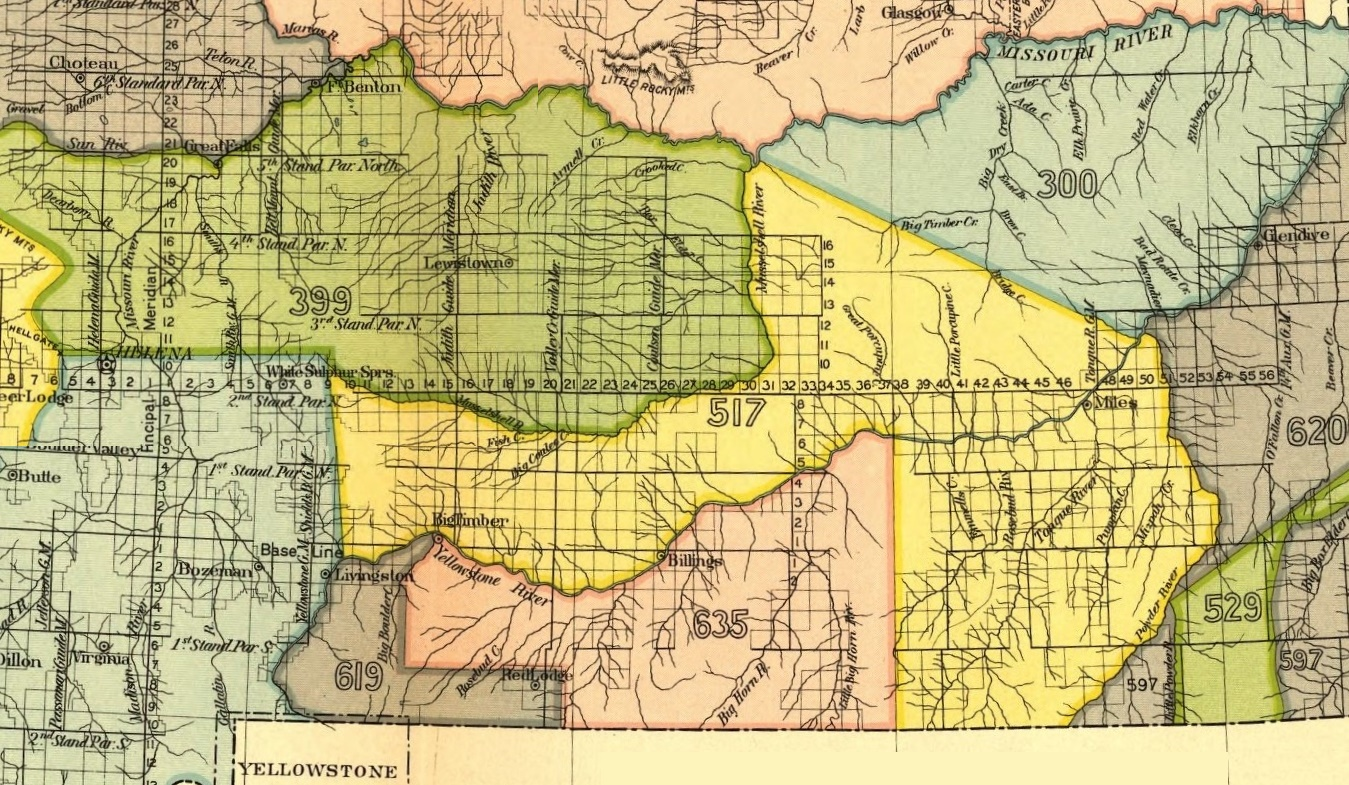
Reserva Indígena Crow, 1868 (áreas 619 e 635). A área amarela 517 é a terra do tratado Crow de 1851 cedida aos EUA. Foi na área vermelha 635 que a batalha ocorreu. Os Lakotas estiveram aqui sem o consentimento da tribo Crow local, que tinha um tratado na área. Já em 1873, o chefe Crow Blackfoot havia convocado ações militares dos EUA contra os intrusos indigenas.

### Campo de batalha e arredores
Em 1805 o comerciante de peles François Antoine Larocque relatou ter entrado em um acampamento Crow, na área de Yellowstone. No caminho, ele notou que os Crow caçavam búfalos no Rio Little Bighorn. O comerciante de peles de St. Louis, Manuel Lisa, construiu o "Fort Raymond", em 1807, para o comércio com os Crow. Ele estava localizado perto da confluência do Yellowstone e do rio Bighorn, cerca de 40 milhas (64 km) ao norte do futuro campo de batalha. A área foi registrada pela primeira vez no Tratado de Fort Laramie de 1851.
Na segunda metade do século XIX, as tensões aumentaram entre os habitantes nativos das Grandes Planícies dos Estados Unidos e os colonos invasores. Isso resultou em uma série de conflitos conhecidos como "Guerras Sioux", que ocorreram de 1854 a 1890. Enquanto alguns dos povos indígenas eventualmente concordaram em se mudar para reservas cada vez menores, alguns deles resistiram, às vezes ferozmente.
Em 7 de maio de 1868, o vale de Little Bighorn tornou-se uma área na parte oriental da nova Reserva Indígena Crow, no centro do antigo país Crow. Houve inúmeras escaramuças entre as tribos Sioux e Crow então, quando os Sioux estavam no vale em 1876 sem o consentimento da tribo Crow, os Crow apoiaram o Exército dos EUA para expulsá-los (por exemplo, Crows se alistaram no Exército como batedores e guerreiros Crow lutariam na próxima Batalha de Rosebud Creek).
O campo de batalha é conhecido como "Greasy Grass" para os Lakota, Dakota, Cheyenne e muitos outros índios das planícies; no entanto, em relatos contemporâneos dos participantes, foi referido como o "Valley of Chieftains".

### Cerimônia de dança do sol de 1876
Entre as tribos das planícies, a tradição cerimonial de longa data conhecida como "Dança do Sol" (Sun Dance) foi o evento religioso mais importante do ano. É um momento de oração e sacrifício pessoal pela comunidade, além de fazer votos pessoais. No final da primavera de 1876, os Lakota e os Cheyenne realizaram uma Dança do Sol que também contou com a presença de vários "índios da agência" (Agency Indians) que escaparam de suas reservas. Durante um destes eventos, por volta de 5 de junho de 1876, em Rosebud Creek, Montana, Touro Sentado, o líder espiritual dos Hunkpapa Lakota, supostamente teve uma visão de "soldados caindo em seu acampamento como gafanhotos do céu". ao mesmo tempo, oficiais militares dos EUA conduziam uma campanha de verão para forçar os Lakota e Cheyenne de volta às suas reservas, usando infantaria e cavalaria em uma chamada "abordagem em três frentes".

### Campanha militar dos EUA de 1876

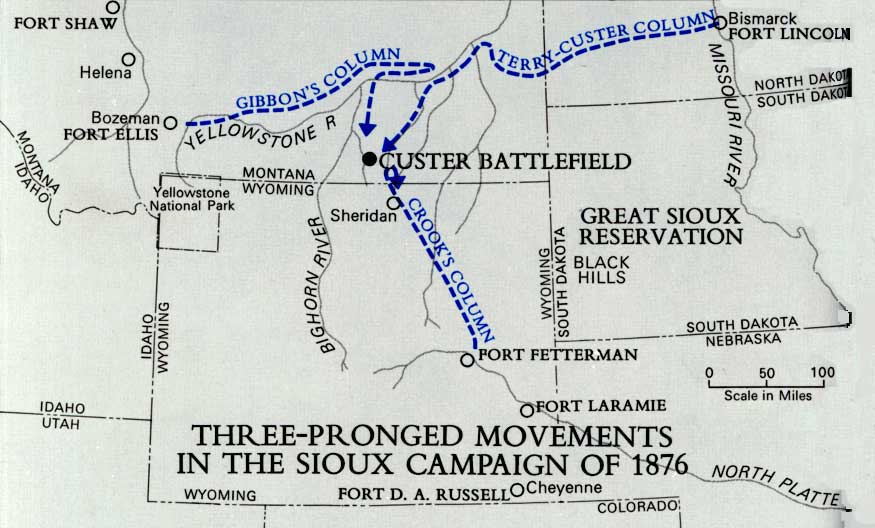
Campanha do Exército de 1876 contra os Sioux.

A coluna formada por seis companhias (A, B, E, H, I e K) do Coronel John Gibbon, da 7ª Infantaria, e quatro companhias (F, G, H e L) da 2ª Cavalaria, marchou em 30 de março para o leste de Fort Ellis, no oeste de Montana, para patrulhar o rio Yellowstone. A coluna do General de brigada George Crook, de dez companhias (A, B, C, D, E, F, G, I, L e M) da 3ª Cavalaria, cinco companhias (A, B, D, E e I) de a 2ª Cavalaria, duas companhias (D e F) da 4ª Infantaria e três companhias (C, G e H) da 9ª Infantaria moveram-se para o norte de Fort Fetterman, no Território de Wyoming, em 29 de maio, marchando em direção à área do rio Powder. A coluna do General de brigada Alfred Terry, incluindo doze companhias (A, B, C, D, E, F, G, H, I, K, L e M) da 7ª Cavalaria, sob o comando imediato do Tenente-coronel George Armstrong Custer, As companhias C e G da 17ª Infantaria dos EUA e o destacamento de metralhadoras Gatling da 20ª Infantaria partiram para o oeste do Forte Abraham Lincoln, no Território de Dakota, em 17 de maio. Eles foram acompanhados por artilheiros e municiadores com 150 wagons e um grande contingente de mulas de carga que reforçaram Custer. As companhias C, D e I da 6ª Infantaria dos EUA se moveram ao longo do rio Yellowstone de Fort Buford no rio Missouri para estabelecer um depósito de suprimentos e se juntaram a Terry em 29 de maio na foz do rio Powder. Posteriormente juntou-se a eles o navio a vapor Far West, carregado com 200 toneladas de suprimentos de Fort Lincoln.

### Organização da 7ª Cavalaria

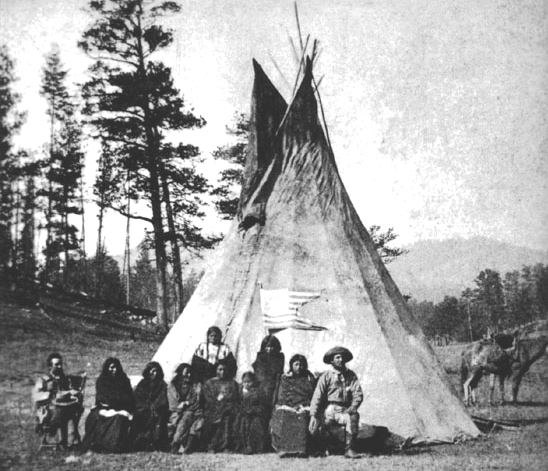
Guião da Tropa "I" do 7º Regimento de Cavalaria recuperado no acampamento do chefe Cavalo Americano, o Velho.

A 7ª Cavalaria foi criada logo após a Guerra Civil Americana. Muitos homens eram veteranos do conflito, incluindo a maioria dos oficiais líderes. Uma parte significativa do regimento já havia servido 4 anos e meio em Fort Riley, Kansas, período durante o qual lutou em um grande confronto e numerosas escaramuças, sofrendo baixas de 36 mortos e 27 feridos. Seis outros soldados morreram afogados e 51 em epidemias de cólera. Em novembro de 1868, enquanto estacionada no Kansas, a 7ª Cavalaria sob Custer derrotou com sucesso o acampamento Cheyenne do chefe "Chaleira Preta" mais ao Sul no rio Washita, na Batalha do Rio Washita, um ataque que foi rotulado na época como um "massacre de índios inocentes" pelo Indian Bureau.
Na época da Batalha de Little Bighorn, metade das companhias da 7ª Cavalaria tinha acabado de retornar de 18 meses de serviço policial no Deep South, tendo sido chamada de volta ao Forte Abraham Lincoln, Território de Dakota para remontar o regimento para a campanha. Cerca de 20% dos soldados haviam sido alistados nos sete meses anteriores (139 de um rol de alistados de 718), eram apenas marginalmente treinados e não tinham experiência em combate ou fronteira. Cerca de 60% desses recrutas eram americanos, o resto eram imigrantes europeus (a maioria era irlandesa e alemã) - assim como muitos dos soldados veteranos haviam sido antes de seu alistamento. Evidências arqueológicas sugerem que muitos desses soldados estavam desnutridos e em más condições físicas, apesar de serem o regimento mais bem equipado e abastecido do Exército.
Dos 45 oficiais e 718 soldados então designados para a 7ª Cavalaria (incluindo um segundo-tenente destacado da 20ª Infantaria e servindo na Companhia L), 14 oficiais (incluindo o comandante do regimento) e 152 soldados não acompanharam a 7ª durante a campanha. O comandante do regimento, coronel Samuel D. Sturgis, estava em serviço destacado como Superintendente do Serviço de Recrutamento Montado e comandante do Depósito de Cavalaria em St. Louis, Missouri, que deixou o Tenente Coronel Custer no comando do regimento. A proporção de tropas destacadas para outras funções (aproximadamente 22%) não era incomum para uma expedição deste porte, e parte da escassez de oficiais era crônica, devido ao rígido sistema de antiguidade do Exército: três dos 12 capitães do regimento eram destacados permanentemente, e dois nunca tinham servido um dia com a 7ª desde sua nomeação em julho de 1866. Três vagas de segundo tenente (nas companhias E, H e L) também não foram preenchidas.

## Na cultura popular

### Cinema
- No filme O Último Samurai,imagens de batalhas e diálogos entre Nathan Algren (Tom Cruise) e Moritsugu Katsumoto (Ken Watanabe) fazem referência a atuação do Tenente-Coronel George Custer durante essa batalha.
- Little Big Man, protagonizado por Dustin Hoffman. Nesse filme e mostrado o hábito do General Custer e seus soldados de atacar acampamentos indígenas, quando os guerreiros estavam ausentes, para então assassinar mulheres e crianças.
- Bury My Heart at Wounded Knee (Brasil: Enterrem meu coração na curva do rio), dirigido por Yves Simoneau, escrito por Daniel Giat e Dee Brown, com Anna Paquin (True Blood).
- Sitting Bull (Brasil: O Último Guerreiro), com J. Carrol Naish (no papel de Touro Sentado) e Dale Robertson
- Custer of the West (Os Bravos não se endem), com Robert Shaw (no papel do General George Armstrong Custer).